# دائرة قاضي القضاة (الأردن)
دائرة قاضي القضاة دائرة حكومية أردنية مستقلة لا تتبع لأي من الوزارات الحكومية وإنما ترتبط مباشرة برئيس الوزراء. كانت الدائرة في السابق تتولى شوؤون الأوقاف في الأردن حتى بداية عام 1968 ولاحقًا انفصلت عن الدائرة واستحدثت وزارة جديدة باسم وزارة الأوقاف والشؤون والمقدسات الأسلامية.

## القضاة
- الشيخ عبد الحافظ الربطة - (2019- في المنصب حاليا)[2]

- الشيخ عبد الكريم الخصاونة - (2017- 2019)
- الشيخ أحمد محمد هليل 2005 - 2017
- الشيخ عزالدين الخطيب التميمي - 1993-2005
- الشيخ نـوح علي سلمان - 1992-1993
- الشيخ محمد محمـود محيلان - 1984-1992
- الشيخ عبدالحميد السائح - 1970-
- الشيخ عبدالله غوشة - 1950-1951 و 1964-1970 و 1970-1977
- الشيخ ابراهيم القطان - 1962-1964
- الشيخ محمد امين الشنقيطي 1947- 1950 و 1951-1962
- الشيخ فهمي هاشم - 1944-1947
- الشيخ احمد علوي السقاف - 1938-1944
- الشيخ عبدالله سراج - 1931-1938
- الاستاذ ابراهيم هاشم - 1929-1931
- الشيخ حسام الدين جارالله 1926-1929
- الشيخ سعيد الكرمي 1922-1926
- الشيخ محمد الخضر الشنقيطي 1921-1922